# RMAX
RMAX
RMAX
- 用途：農業・その他
- 分類：無線操縦ヘリコプター・ドローン
- 製造者：ヤマハ発動機
- 生産開始：1997年
- 運用状況：運用中
- ユニットコスト：
RMAX Type II：8,190,000円
RMAX Type II G：9,190,000円[1]
RMAX G1：130,000,000円[2]

RMAX（アールマックス）は、ヤマハ発動機で開発された多目的無線操縦ヘリコプターおよび自立飛行型（ドローン）ヘリコプターである。

## 概要
これまで農業用途で使用されてきたR-50のエンジンが強化され、姿勢制御装置が改良された。
R-50では98ccだった排気量が246ccになり、高出力化されたことで積載能力は20kgから30kgに50%向上した。また、飛行時間も30分から2倍の60分となった。
陸上自衛隊においてはイラク派遣の際に4機を導入し宿営地の夜間警備に使用した。

## 派生型

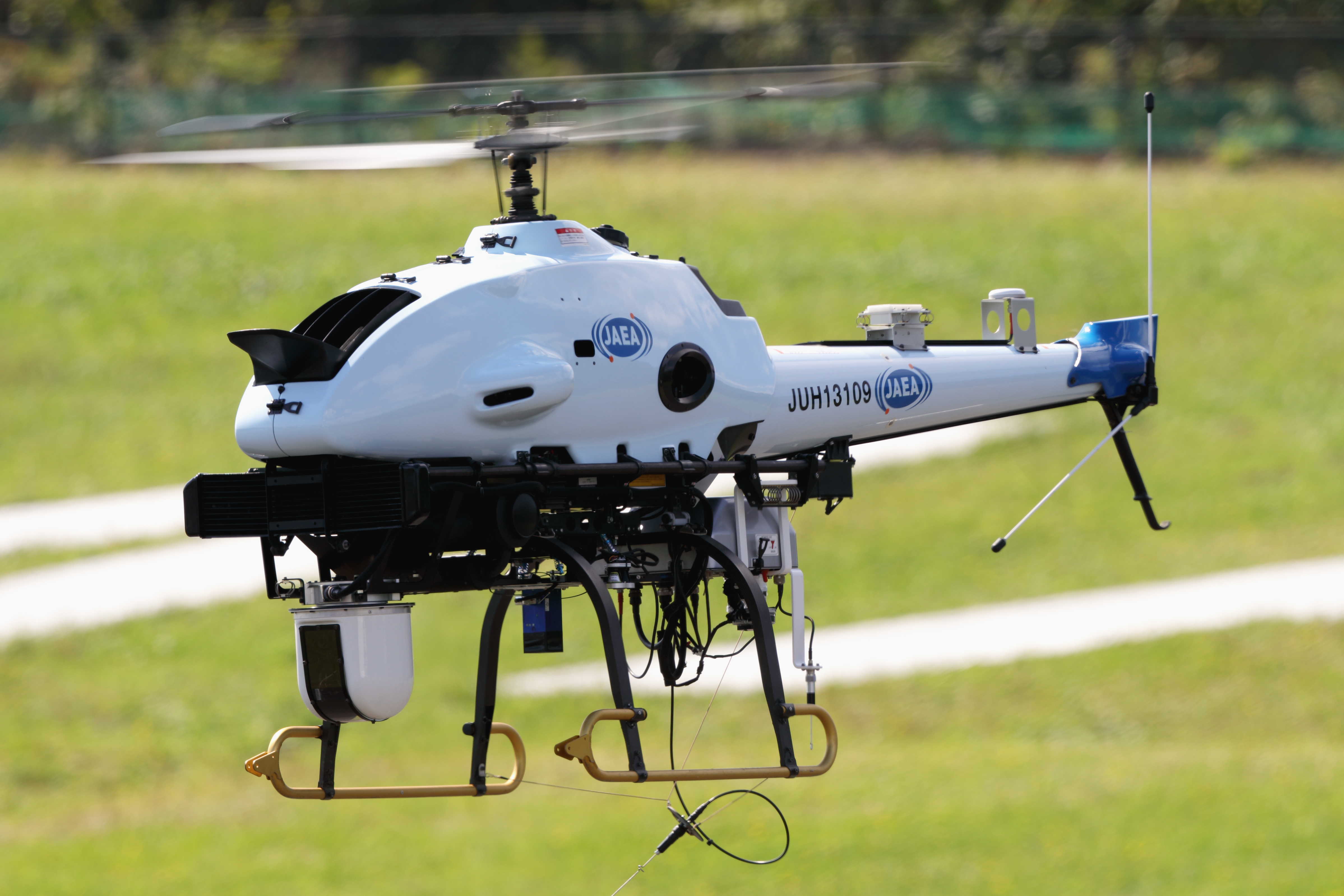
国立研究開発法人日本原子力研究開発機構の空間線量測定用無人ヘリコプター
RMAX G1に専用の放射線測定システムを搭載し、地上からの直達γ線および空気による散乱線を測定する

### RMAX Type II
実用ペイロード30kg

### RMAX Type II G
GPSを搭載する。実用ペイロード27kg

### RMAX G1
2005年にRMAX Type II Gをベースに開発された自律航行型・産業用無人ヘリコプターで、人の立ち入りが困難な火山や放射線量の高い地域で使用される。RMAXとしては初めてのドローン型シングルコプターである。

### R-Bat
ヤマハ・モーターUSAとノースロップ・グラマンが提携し、RMAXにノースロップ・グラマン製のセンサーや自動制御システムを搭載する形で試作した機体。2014年に発表された。想定された用途は民間での各種観測・救難など。

## 性能・主要諸元
無人ヘリコプター
- エンジン：水冷・2サイクル・水平対向2気筒・246cc・21ps[6]
- 全長（ロータ含む）：2,750mm / 3,630mm
- 全幅：720mm
- 全高：1,080mm
- メインロータ径：3,115mm
- テールロータ径：545mm
- 運用自重：58kg
- 積載量：30kg
- 全備重量：94kg[注釈 1]
- 姿勢安定装置：ジャイロ安定式 YACS（YAMAHA Attitude Control System-Cruise control）

## 比較
| 機体名称 | RCASS               | R-50               | YH-300        | RMAX               | FAZER              | RPH-2              |
| -------- | ------------------- | ------------------ | ------------- | ------------------ | ------------------ | ------------------ |
| 積載量   | 10kg                | 20kg               | 30kg          | 30kg               | 30kg               | 100kg              |
| 内薬剤   |                     | 10kg               | 24kg          | 24kg               | 30kg               | 60kg               |
| 飛行時間 |                     | 30分               | 40分          | 60分               | 60分               | 60分               |
| 全長     | 1.40m               | 3.58m              | 3.95m         | 3.63m              | 3.66m              | 5.6m               |
| 回転翼径 | 2.60m               | 3.07m              | 3.38m         | 3.12m              | 3.12m              | 4.8m               |
| 全高     | 1.8m                | 1.08m              | 1.15m         | 1.08m              | 1.08m              | 1.8m               |
| 自重     | 80kg                | 44kg               | 58kg          | 58kg               | 70kg               | 230kg              |
| 全備重量 | 100kg               | 65kg               | 95kg          | 94kg               | 100kg              | 330kg              |
| 原動機   | 水冷2サイクル単気筒 | 水冷2サイクル2気筒 | 空冷2サイクル | 水冷2サイクル2気筒 | 水冷4サイクル2気筒 | 水冷2サイクル3気筒 |
| 排気量   | 292cc               | 98cc               | 248cc         | 246cc              | 390cc              | 679cc              |
| 出力     | 28hp                | 12hp               | 21hp          | 21hp               | 25.6hp             | 83.5hp             |
| メーカー | 神戸技研            | ヤマハ発動機       | ヤンマー      | ヤマハ発動機       | ヤマハ発動機       | 富士重工業         |